# Paulo José Tavares
Dom Paulo José Tavares (chinês tradicional: 戴維理, chinês simplificado: 戴维理, pinyin: Dài Wéilǐ, jyutping: daai3 wai4 lei5); (Rabo de Peixe, 25 de janeiro de 1920 - Lisboa, 12 de junho de 1973) foi um sacerdote católico açoriano e Bispo de Macau de 1961 a 1973, com uma longa carreira diplomática na Secretaria de Estado da Santa Sé de 1947 a 1961, ou seja, 14 anos.

## Biografia
Filho do camponês José Evaristo Tavares e de Maria Luísa de Amaral Tavares, nasceu no dia 25 de janeiro de 1920 em Rabo de Peixe, na Ilha de São Miguel, nos Açores, em Portugal.

## Formação académica e eclesiástica
Estudou no Seminário Episcopal de Angra de 1931 a 1941. Na Pontifícia Universidade Gregoriana, de Roma, de 1941 a 1945, onde obteve a láurea em Direito Canónico com a tese «A Concordata entre a Santa Sé , Portugal e a Situação Jurídica da Igreja Católica em Portugal e alguns dos seus principais aspectos» de 1940; e na Pontifícia Academia Eclesiástica de 1945 a 1947. Entretanto, durante os seus estudos em Roma, no dia 24 de abril de 1943, foi ordenado sacerdote católico na Basílica de São João de Latrão.

## Carreira na diplomacia eclesiástica
Depois de concluir a sua formação diplomática na Pontifícia Academia Eclesiástica, ele trabalhou durante muitos anos na Secretaria de Estado da Santa Sé entre 1947 e 1961, sendo o primeiro açoriano a desempenhar um cargo neste importante dicastério da Santa Sé. Mais concretamente, ele desempenhou os cargos de adido, secretário, auditor e conselheiro de Nunciatura Apostólica.

## Episcopado
Considerado muito próximo do futuro Papa Paulo VI, Paulo José Tavares foi nomeado Bispo de Macau no dia 24 de agosto de 1961 pelo Papa João XXIII. Foi sagrado bispo na Igreja de Santo António dos Portugueses, em Roma, no dia 21 de setembro de 1961, sendo o seu sagrante o Cardeal Secretário de Estado Amleto Giovanni Cicognani e os seus consagrantes o monsenhor Angelo Dell'Acqua e o Bispo de Leiria, D. João Pereira Venâncio.
Depois de ir aos Açores despedir-se da sua família, chegou à então cidade portuguesa de Macau no dia 27 de novembro de 1961, juntamente com o seu irmão e secretário particular, o padre Manuel Alfredo Tavares. Mas, rapidamente ausentou-se de Macau para tomar parte em todas as sessões do Concílio Vaticano II, de 1962 a 1965.
Durante o seu bispado, registou-se um desenvolvimento espetacular na área da assistência social aos necessitados e da educação da juventude dirigida pela Diocese de Macau. Mais concretamente, ele impulsionou a construção e ampliação de pelo menos vinte estabelecimentos assistenciais e de instrução católicos e criou o Conselho das Escolas Católicas (CEC), em 6 de março de 1967.
Durante a Grande Revolução Cultural Proletária chinesa em Macau, entre 1966 e 1968, cujo distúrbio central foi  o motim 1-2-3, no dia 3 de dezembro de 1966, D. Paulo José Tavares resistiu com êxito aos ataques da elite político-comercial chinesa de Macau alinhada com Pequim, defendendo intransigentemente a liberdade das escolas católicas. Em 5 de janeiro de 1967, constituiu o Conselho das Escolas Católicas (CEC) de Macau, que era constituído por padres estrangeiros, sendo ele e o Padre Benjamim Videira Pires os únicos portugueses. Apesar do seu empenho na educação, o Seminário de S. José deixou de funcionar, no verão de 1967, por ordem da Santa Sé. em razão da falta de segurança em Macau durante os anos de 1966 e 1967. Os poucos seminaristas que ainda restavam em Macau terminaram os seus estudos em Hong Kong e no Seminário Diocesano de Leiria, nomeadamente D. José Lai Hung-seng (黎鴻昇), que foi bispo de Macau, entre 2003 e 2016.
D. Paulo José Tavares conseguiu que a administração portuguesa de Macau aumentasse o subsídio dos sacerdotes chineses, para equipará-los aos sacerdotes europeus, pertencentes à Missão do Padroado português no Extremo Oriente. Ele nomeou António André Ngan Im-ieoc para governador do bispado (1966) e para vigário-geral (1966-1975), sendo o primeiro padre chinês a ocupar estes cargos. As suas ações a favor do clero chinês criaram-lhe dissabores com os sacerdotes tradicionais portugueses e a administração portuguesa de Macau, cuja autoridade ainda se encontrava bastante fragilizada pelos acontecimentos relacionados com o motim 12-3.
Reorganizou as paróquias de Macau e a sua respectiva divisão territorial, dando à paróquia de São Lázaro uma nova natureza jurídica. Procedeu à ampliação da Igreja de São Lázaro e à construção da igreja paroquial de Nossa Senhora de Fátima (1967) e da missão de Nossa Senhora das Dores (1966) em Ká-Hó, na ilha de Coloane. Acolheu as Missionárias de Nossa Senhora do Perpétuo Socorro (1966), o Movimento dos Focolares e as Filhas de São Paulo (1969), estas últimas vocacionadas para o apostolado dos meios de comunicação social.
Visitou anualmente as missões portuguesas de Singapura e Malaca que estavam a cargo da Diocese de Macau e organizadas, respectivamente, em torno das paróquias de São José e de São Pedro, embora defendesse, a par da Santa Sé, a reintegração destas missões nas respectivas comunidades nacionais. Todavia, este processo levou ainda alguns anos a ser levado a cabo, já após a morte de D. Paulo José Tavares, sendo estas duas paróquias retiradas da Diocese de Macau e integradas nas comunidades nacionais: a paróquia de São Pedro passou a pertencer à Diocese de Malaca-Johor e a paróquia de São José à Arquidiocese de Singapura em 1981.
No dia 23 de abril de 1973, embora muito doente, partiu para Portugal para participar nas reuniões da Conferência Episcopal Portuguesa. Depois das reuniões, a sua saúde piorou bastante e teve que dar baixa em Lisboa, onde acabou por falecer no dia 12 de junho de 1973. No dia seguinte, tiveram lugar as suas exéquias funebres, onde estiveram presentes muitos arcebispos, bispos e sacerdotes, incluindo o Cardeal-Patriarca de Lisboa D. António Ribeiro e o Cardeal-Patriarca Emérito D. Manuel Gonçalves Cerejeira. No dia 15 de junho de 1973, foi sepultado no cemitério de Rabo de Peixe, num sepulcro-capela mandado construir pela família. O seu nome está presente na toponímica de Rabo de Peixe e na casa onde viveu existe uma placa evocativa da sua memória.